# Diocese de Ahmedabad
A Diocese de Ahmedabad (Latim:Dioecesis Ahmedabadensis) é uma diocese localizada no município de Ahmedabad, no estado de Guzerate, pertencente a Arquidiocese de Gandinagar na Índia. Foi fundada em 1934 pelo Papa Pio XII como Missão Sui Iuris de Ahmedabad, sendo elevada a diocese em 1949. Com uma população católica de 70.220 habitantes, sendo 0,7% da população total, possui 45 paróquias com dados de 2020.

## História
Em 1934 o Papa Pio XI cria a Missão Sui Iuris de Ahmedabad através do território da Arquidiocese de Bombaim. Em 1949 a missão sui iuris é elevada a Diocese de Ahmedabad. Em 1977 a diocese perde território para a formação da Eparquia de  Rajkot. Em 2002 perde novamente território, dessa vez para a criação da Arquidiocese de Gandinagar. No mesmo dia tem sua província eclesiástica alterada, passando de Bombaim para Gandinagar.

## Lista de bispos
A seguir uma lista de bispos desde a criação da missão sui iuris em 1934, em 1949 é elevada a diocese.
|                                    | Nome                               | Período             | Notas                           |
| Bispos de Ahmedabad                | Bispos de Ahmedabad                | Bispos de Ahmedabad | Bispos de Ahmedabad             |
| ---------------------------------- | ---------------------------------- | ------------------- | ------------------------------- |
| 5º                                 | Athanasius Rethna Swamy Swamiadian | 2018 - atual        |                                 |
| 4º                                 | Thomas Ignatius MacWan             | 2002 - 2015         | Nomeado arcebispo de Gandinagar |
| 3º                                 | Stanislaus Fernandes, S.J.         | 1990 - 2002         | Nomeado arcebispo de Gandinagar |
| 2º                                 | Charles Gomes, S.J.                | 1974 - 1990         |                                 |
| 1º                                 | Edwin Pinto, S.J.                  | 1949 - 1973         |                                 |
| Eclesiástico superior de Ahmedabad |                                    |                     |                                 |
| 1º                                 | Joaquin Vilallonga, S.J.           | 1934 - 1949         |                                 |